# Girlschool
Girlschool – brytyjski zespół rockowy założony w 1978 w Londynie jako część sceny nowej fali brytyjskiego heavy metalu. We wczesnych latach 80. XX wieku Girlschool po wydaniu trzech pierwszych albumów prezentujących "metal z punkowym zabarwieniem" oraz kilku singli spotkał się z komercyjnym sukcesem i zainteresowaniem ze strony mediów w Wielkiej Brytanii, lecz w następnych latach zespół nie osiągnął większych sukcesów. W kolejnych dekadach grupa oprócz tras koncertowych i nagrywania albumów studyjnych grała także na festiwalach rockowych supportując lub też prowadząc koncerty razem z takimi zespołami metalowymi jak Saxon czy Motörhead. Grupa jest nadłużej działającym żeńskim zespołem rockowym.

## Historia
Zespół został założony w 1978 roku przez członkinie istniejącej od 1975 grupy Painted Lady. W tym samym roku grupa wydała singiel Take It All Away. Zespół został dostrzeżony przez Lemmy'ego Kilmistera z zespołu Motörhead, dzięki któremu Girlschool podjął współpracę z większą wytwórnią muzyczną. W 1980 zespół wydał pierwszy album pod tytułem Demolition, na którym znalazł się m.in. cover The Gun, Race With The Devil - jeden z największych przebojów grupy. Sukces został potwierdzony przez kolejną płytę Hit & Run wydaną w rok później. Płyta dotarła na 5. miejsce brytyjskiej listy przebojów. Pochodzą z niej takie utwory jak Hit & Run, czy C'mon Let's Go.
Grupa zapisała się w historii NWOBHM jako jedna z najpopularniejszych.
W 2007 zmarła jedna z założycielek zespołu, Kelly Johnson, która opuściła Girlschool już w 2000.
W 2015 zespół wydał Guilty As Sin, z głównymi singlami Take It Like A Band i Come The Revolution.

## Skład
- Tracey Lamb – gitara basowa, śpiew (1987–1991, 1992–2000, od 2019)
- Kim McAuliffe  – gitara rytmiczna, śpiew (od 1978)
- Jackie Chambers – gitara prowadząca (od 2000)
- Denise Dufort – perkusja(od 1978)

- Enid Williams – wokal, gitara basowa (od 1978 do 1982 oraz od 2000 do 2019)
- Gil Weston Jones – gitara basowa (od 1982 do 1987)
- Jackie Carrera – gitara basowa (1992)
- Kelly Johnson – gitara (od 1978 do 1983 oraz od 1993 do 2000)
- Cristina Bonacci – gitara (od 1983 do 1992)
- Jackie Bodimead – wokal (od 1984 do 1985)

## Dyskografia

### Albumy
- Demolition (1980)
- Hit & Run (1981)
- Screaming Blue Murder (1982)
- Play Dirty	 (1983)
- Running Wild (1985)
- Nightmare At Maple Cross	 (1986)
- Race With The Devil (1986)
- Take A Bite (1988)
- Girlschool (1995)
- From The Vaults (1995)
- Live (1996)
- King Biscuit Flower Hour Presents In Concert [live] (1997)
- Emergency (1998)
- Race With The Devil - Live	 	 (1998)
- Demolition [Bonus Tracks] (2004)
- Hit & Run [Bonus Tracks]	 (2004)
- Fox on the Run (2004)
- Guilty As Sin (2015)